# قایق اژدر افکن کلاس-اس
قایق اژدر افکن کلاس-اس (به انگلیسی: S-class torpedo boat) یک کلاس از کشتی است که طول آن 57.9 m (S1-S5) می‌باشد.